# Santuário de Nossa Senhora Do Rosário Graciosa
O Santuário de Nossa Senhora Do Rosário Graciosa, a igreja de São João Batista em Janów Lubelski, colegiata – construído nos anos 1694-1769 o complexo monástico da Ordem dos Pregadores em Janów Lubelski.
Em 1864 os Pregadores foram forçados a abandonar a igreja pelas autoridades imperiais russas, por causa da ajuda dada aos insurgentes da Revolta de Janeiro. Com a igreja e ligada - reconhecida como milagrosa em 1762 -  a pintura de Nossa Senhora Do Rosário.
Em 24 de junho de 2015 o santuário foi elevado ao graduação de colegiata.